# Linton Hall School
Linton Hall School (anteriormente Linton Hall Military School) está ubicada en Bristow, Virginia (condado de Prince William, Virginia, Estados Unidos), en una parte de las 680 hectáreas de terreno donadas originalmente para la educación de niños y niñas pobres por Sarah Elliot Linton (nacida en 1822 y fallecida en 1891), quien adoptó el nombre de Sister Baptista al convertirse en monja visitantina a los 22 años.[1] Sarah Linton había heredado el terreno de su padre, John Tyler Linton, quien falleció apenas dos meses antes del nacimiento de Sarah. 

## Historia
Los Padres Benedictinos fundaron la escuela para niños St. Maurus en 1893; las Hermanas Benedictinas fundaron la academia para niñas St. Edith en 1894. St. Edith abrió sus puertas con dieciséis internos y varios externos.[1] Tras la Primera Guerra Mundial, la matrícula de ambas escuelas comenzó a disminuir. Los Padres Benedictinos regresaron a su abadía en Belmont, Carolina del Norte. En 1922, las Hermanas Benedictinas fundaron la Escuela Secundaria Saint Gertrude para niñas en Richmond, Virginia. 
Ese mismo año, la Saint Edith’s School, en Bristow, se convirtió en Linton Hall Military School, un internado militar para varones de 6 a 16 años.[2] En 1940, dos plantas de la Casa de Huéspedes Santa Ana se convirtieron en dormitorios. En 1946, se completó la primera planta de la parte principal del edificio actual, que sirvió como residencia para todos los estudiantes. En el 1951 se completaron la segunda y tercera plantas, así como el ala de aulas. Las instalaciones de educación física incluían un gimnasio construido en 1956, una piscina al aire libre construida en 1968, canchas de ténis, varios campos de juego y un parque infantil para niños pequeños. 
Vida cotidiana
Durante la década de 1940, a los estudiantes se les permitía regresar a sus hogares un fin de semana designado al mes "siempre que su rendimiento académico y conducta lo justificaran".[4] John Phillips (músico), quien asistió a Linton Hall Military School de 1942 a 1946 y posteriormente se hizo famoso como cantante, compositor y guitarrista de The Mamas & the Papas, recuerda en su autobiografía que "odiaba el lugar", a pesar de obtener buenas calificaciones, hacer muchos amigos y practicar deportes. Escribe sobre "las inspecciones y las palizas" y recuerda que "las monjas solían observarnos mientras nos duchábamos".[5] Los estudiantes seguían un horario estricto, sobre todo entre semana, desde levantarse a las 6:45 a. m. hasta acostarse a las 9:00 p. m., con solo 45 minutos de juego libre los lunes y miércoles, y dos horas los martes, jueves y viernes, además de algo de tiempo por la noche durante el período de "descanso" en los dormitorios.[6] A los cadetes no se les permitía guardar objetos como comida, dinero o cómics, ni hacer ni recibir llamadas telefónicas, excepto en caso de emergencia.[7] Tras la finalización del nuevo edificio a finales de la década de 1940, los cadetes se alojaron en dormitorios, cada uno con aproximadamente cincuenta camas, dispuestas en tres filas, separadas por una silla metálica plegable de aproximadamente 45 cm de ancho. No había cortinas en las ventanas y las paredes carecían de cualquier decoración, como cuadros o carteles.[8]
Estudiantes extranjeros
En 1951, estudiantes de Latinoamérica, predominantemente de México, comenzaron a matricularse en Linton Hall. Con el paso de los años, el número de estudiantes extranjeros aumentó, hasta constituir una parte considerable de los alumnos.
Campamento de verano
Durante treinta y nueve años, Linton Hall operó un programa de campamento de verano con internado. En 1990 se convirtió en un programa diurno. En 1996, el programa diurno se suspendió y las instalaciones se alquilaron a diversas organizaciones durante el verano.
Fin del programa militar
Para el año académico 1978-1979, la escuela había eliminado la palabra "militar" de su nombre, a pesar de que el programa militar aún existía.[9] A principios de la década de 1980, ante la continua disminución de la matrícula, las Hermanas Benedictinas decidieron suspender el programa militar.
Actualidad
En 1988, Linton Hall se convirtió en una escuela mixta diurna para estudiantes desde preescolar hasta octavo grado, y mantuvo su identidad católica. La mayor parte del terreno se vendió a promotores inmobiliarios, y la escuela conservó aproximadamente 50 hectáreas. La matrícula durante el año escolar 1988-1989 fue de 33 estudiantes.